# Zastava Arms
 (août 2023).
La Zastava Oružje, plus connu comme Zastava Arms, est une filiale de la firme Zastava. C'est le principal fabricant d'armes serbe, au même titre que la firme russe Izhmash.
Ses armes de guerre furent aussi produites pour les arsenaux irakiens, durant la période de Saddam Hussein. Elles sont mondialement connues depuis les guerres de Yougoslavie. Ses armes de chasse sont vendues en France et en Europe vers 1970.

## Historique

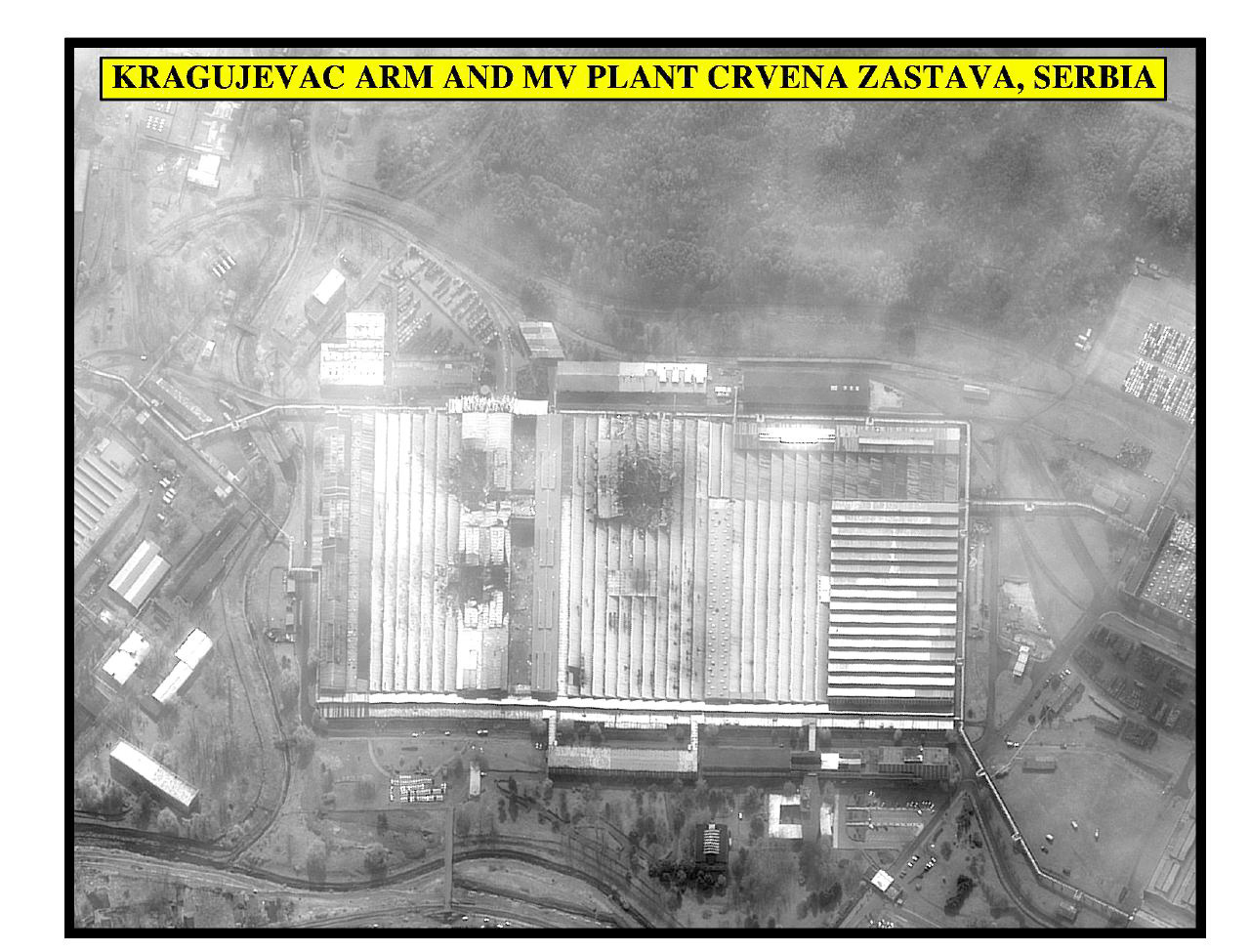
Photo aérienne de l'Usine d'armement Zastava prise lors d'un vol de reconnaissance de l'US Air Force durant la guerre du Kosovo en 1999.

Zastava Arms, créée en 1853 à partir d'une fonderie de canons, est une manufacture d’armes à Kragujevac en Serbie, à 139 km (via A1) au sud de Belgrade. 
La production réussie de quatre canons de quatre livres et de deux obusiers courts le 27 octobre 1853 est la date de fondation de Zastava Arms à Kragujevac. Entre 1856 et 1860, les installations de Kragujevac ont reçu de nombreuses améliorations de leur système de fabrication, permettant finalement à l'usine de produire des armes avec une interchangeabilité totale des pièces. En 1878, l'une des principales priorités est la modernisation de l'armement. Le fusil serbe "Piboduša" modèle 1870 Peabody est devenu obsolète avec son gros calibre de 14,9 mm [3]. Après un projet de recherche et un appel d'offres en 1879, un nouveau modèle de fusil a été choisi pour le remplacer. Le premier fusil à répétition de fabrication nationale, un dérivé du fusil à verrou Mauser modèle 1871, a été conçu en 1880 par Kosta Milovanović et a été nommé Mauzer Milovanović M. 1880, connu sous le nom de " Mauser-Koka " ou " fusil de Koka ", du nom de son concepteur. L'arme a d'abord été fabriquée en Allemagne et s'appelait le Mauser-Milovanović M1878/80, cal. 10,15mm[4] En 1924 et 1925, le ministère de l'Intérieur a signé avec FN Herstal, Belgique, des contrats permettant la production des fusils à verrou de la série M1924, chambrés en 7,92×57mm Mauser. Une usine pour la production de fusils et de munitions d'infanterie a également été construite. L'usine de production de munitions d'infanterie a commencé à produire le 22 mars 1928 et l'usine de production de fusils et de munitions a commencé à fonctionner le 15 octobre (le 75e anniversaire de la première coulée de canons à Kragujevac). En 1930, l'usine a commencé la production de pistolets de signalisation 26 mm M 1929 sur une licence tchécoslovaque. En juillet 1936, l'usine reçoit une licence de la Zbrojovka Brno tchécoslovaque pour produire la mitrailleuse légère ZB vz. 26 7,9 mm M 1937. 
Zastava Arms a été fortement endommagée pendant la Seconde Guerre mondiale. Lorsque Kragujevac a été libérée le 21 octobre 1944, l'usine d'armement a été remise en état de marche en quelques mois et la production a commencé peu après, avec la mitraillette 9mm M 1944 B2 développée la même année. Le fusil d'après-guerre suivant a été le Mauser 7,92×57mm modèle 1948 basé sur le modèle 24. La production de carabines à air comprimé et de fusils de sport sur la base du fusil M48 a commencé en 1953. En 1954, Zastava a commencé la production de fusils de chasse et de fusils de petit calibre, ainsi que de la mitrailleuse 7,9 mm M53 ¨Sarac¨. La production en série du fusil semi-automatique 7,62×39mm PAP M59 a commencé en 1964. En 1964, l'usine a commencé le développement d'un fusil automatique basé sur le système Kalashnikov, qui a été désigné comme le M67 en 1967. Sur la base du fusil M67, l'usine a développé un fusil automatique chambré en 7,62×39mm, qui a été nommé le Zastava M70 l'année suivante. L'armée populaire yougoslave a adopté le fusil d'assaut M70 dans son arsenal en 1970. Des dérivés d'armes légères du fusil M70 chambrés dans des munitions du bloc occidental comme le 7,62×51mm NATO et le 5,56×45mm NATO ont également été produits. En 1988, l'usine a développé un pistolet compact en 9 mm Parabellum, le M88.  
Dans les années 1980, l'usine pour les mitrailleuses M84, M86 en 7,62×54mmR et 12,7 NSV M87 a commencé à fonctionner. En juillet 1989, Zastava a commencé le développement d'un pistolet à double action en calibre 9mm PARA CZ 99. En 1992, l'usine a terminé le développement et les tests et a commencé la production en série de la mitraillette M92 en 7,62 mm, basée sur la mitraillette M85. En utilisant le mécanisme Mauser, l'usine a développé un fusil à longue portée de 12,7 mm, le Black Arrow M93. 
Pendant les guerres de Yougoslavie de 1991 à 1995, les Nations unies ont imposé des sanctions économiques sur l'importation et l'exportation d'armes en provenance de Yougoslavie. La production s'en trouve ralentie. En 1999, l'usine a été endommagée par les bombardements de l'OTAN.
En 2005, un protocole d'accord a été signé avec Remington Arms pour exporter des armes de chasse et de sport aux États-Unis, au Canada et au Mexique. De 2005 à 2014, Zastava Arms a fait l'objet d'une restructuration.
En 2013, le gouvernement de Serbie a pris la décision de convertir la dette des entreprises de l'industrie de la défense envers l'État en actions d'une société, Zastava Arms étant celle qui devait le plus avec plus de 80 millions d'euros d'impôts[5] Cependant, la réalisation de cette décision a été reportée indéfiniment, faisant de Zastava Arms l'entreprise de l'industrie de la défense la plus endettée de Serbie[5].
Le gouvernement de Serbie a investi 9,7 millions d'euros dans la modernisation de l'usine en 2017, pour les besoins de l'industrie de la défense[6].
En janvier 2019, la création de Zastava Arms USA a été annoncée[7], qui servirait d'"importateur et distributeur exclusif" des produits de Zastava Arms pour le marché américain[8] En juin 2019, la dette de l'entreprise en matière d'impôts a augmenté à 85 millions d'euros, la dette totale étant d'environ 145 millions d'euros[9].
La production d'armes à feu en 2020 a augmenté de 20 %, malgré la pandémie de COVID-19[10] Les transactions réalisées en 2020 s'élevaient à 95 millions de dollars, avec des acheteurs provenant principalement d'Asie, d'Afrique et des États-Unis. 
À partir des années 1860, elle produit une partie des armes légères nécessaires aux militaires serbes et prend le nom d'« Usine militaire » (changé ensuite en « Usine technique militaire » dans les années 1880), dont les armes sont marquées VTZ. La VTZ tourne à plein régime durant la Grande Guerre.
En 1925, elle reçoit des machines-outils et une licence de production de fusils de la part de la FN Herstal (Belgique) et de la Manufacture de Brno (Tchécoslovaquie) pour des fusils M24 (synthèse des Mauser-FN 24, Vz 24) et des mitrailleuses (ZB-30J).
Après 1945, la VTZ devient ZCZ (Usine d'armes de l'Armée populaire de libération yougoslave). Dans les années 1950, ZCZ commence l'exportation massives d'armes civiles et de guerre (tiers-monde) dérivées des Karabiner 98k (Zastava M98/48), AK-47 (Zastava M70) ou SKS (Carabine M59).
Dans les années 2000, elle comprend  environ 1 500 salariés et collabore depuis 1990 avec les IMI et d'autres entreprises israéliennes de l'armement.

## Gamme civile en 2008

### Carabines de chasse
- Zastava LK M70
- Zastava LK M85
- Zastava LK M70 Battue
- Zastava LK M70 Stainless Steel
- Zastava LK M70/M85 Superior Grade
- Zastava LK M70/M85 Lux
- Zastava LK M70/M85 Mannlicher
- Zastava LKP 96A
- Zastava LKP 66
- Zastava LK M76

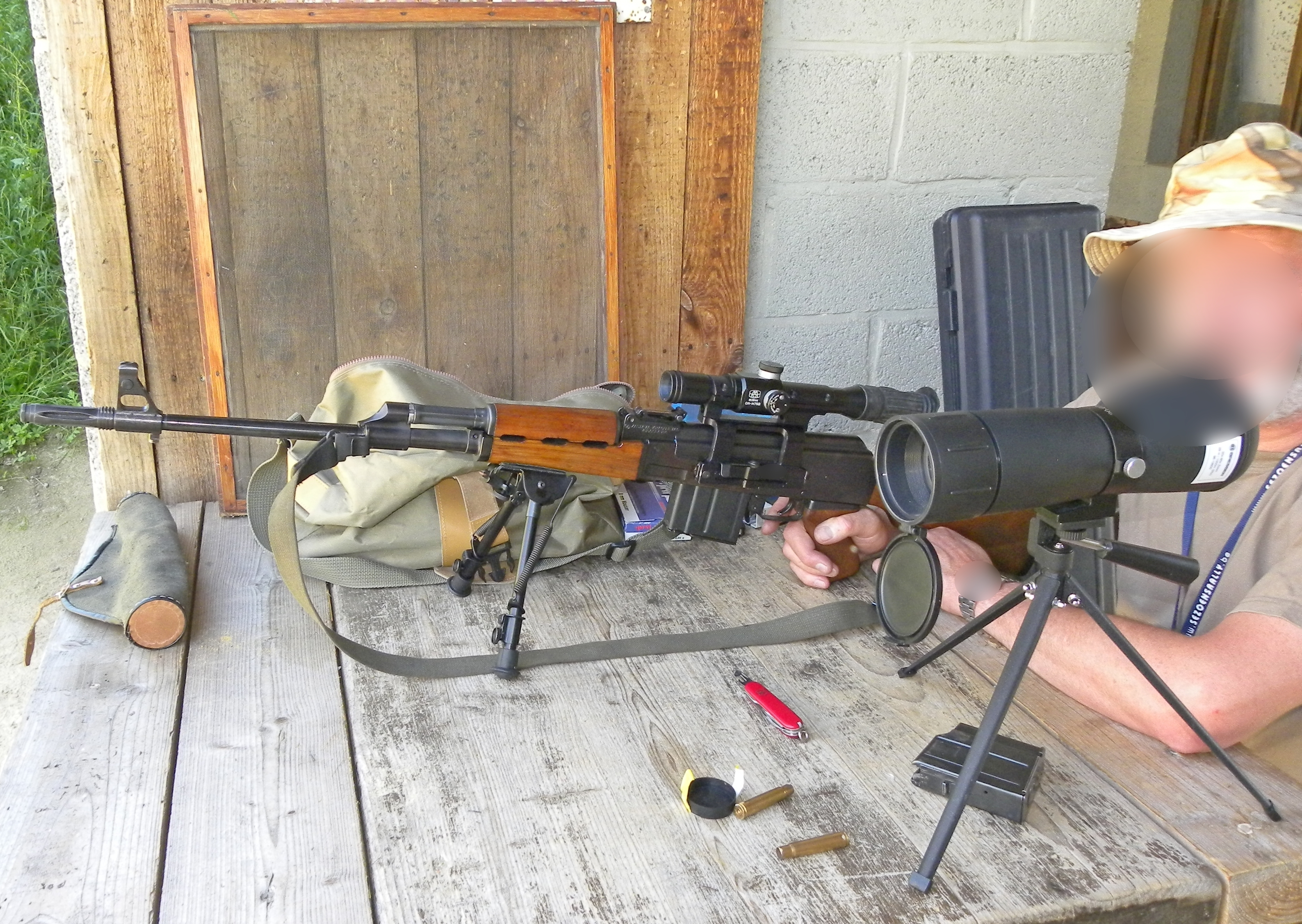
Zastava M76 dans un stand de tir en tant que matériel de loisir sportif.

- Zastava LK M59/66 : version civile  de la SKS yougoslave.
- Zastava LK M70/M85 Exclusive
- Zastava LK M48/24, M48/63
- Zastava LK 65 Long

### Fusils de chasse
- Zastava LP M59
- Zastava LP M75
- Zastava LP M91
- Zastava LP M91 Exclusive
- Zastava LP M80
- Zastava LP M80 Exclusive
- Zastava LP 12 PA
- Zastava LP 12 PAS

### Pistolets
- Zastava P25 Black Lady
- Zastava M57
- Zastava M70A Lux: version luxe du précédent.
- Zastava M88  version compacte du précédent.
- Zastava CZ99
- Zastava CZ99 Compact G :  version compacte du précédent.
- Zastava CZ999 Scorpion
- Zastava Top 20
- Zastava CZ05

### Revolvers
- Zastava R357
- Zastava R44 King Kraguj

### Carabines de sport
- Zastava VP81
- Zastava VP97
- Zastava MP22R
- Zastava MP22R Mannlicher
- Zastava MP22 WMRF Mannlicher

## Programme militaire

### Fusils semi-automatique
- Zastava M59/66

### Fusils d'assaut
- Zastava M21
- Zastava M70
- Zastava M70B
- Zastava M77
- Zastava M80A
- Zastava M85/M90
- Zastava M92

### Mitrailleuses
- Zastava M72
- Zastava M77B1
- Zastava M84
- Zastava M86
- Zastava M87

### Pistolets-mitrailleurs
- Zastava M56/M65

### Fusils de précision

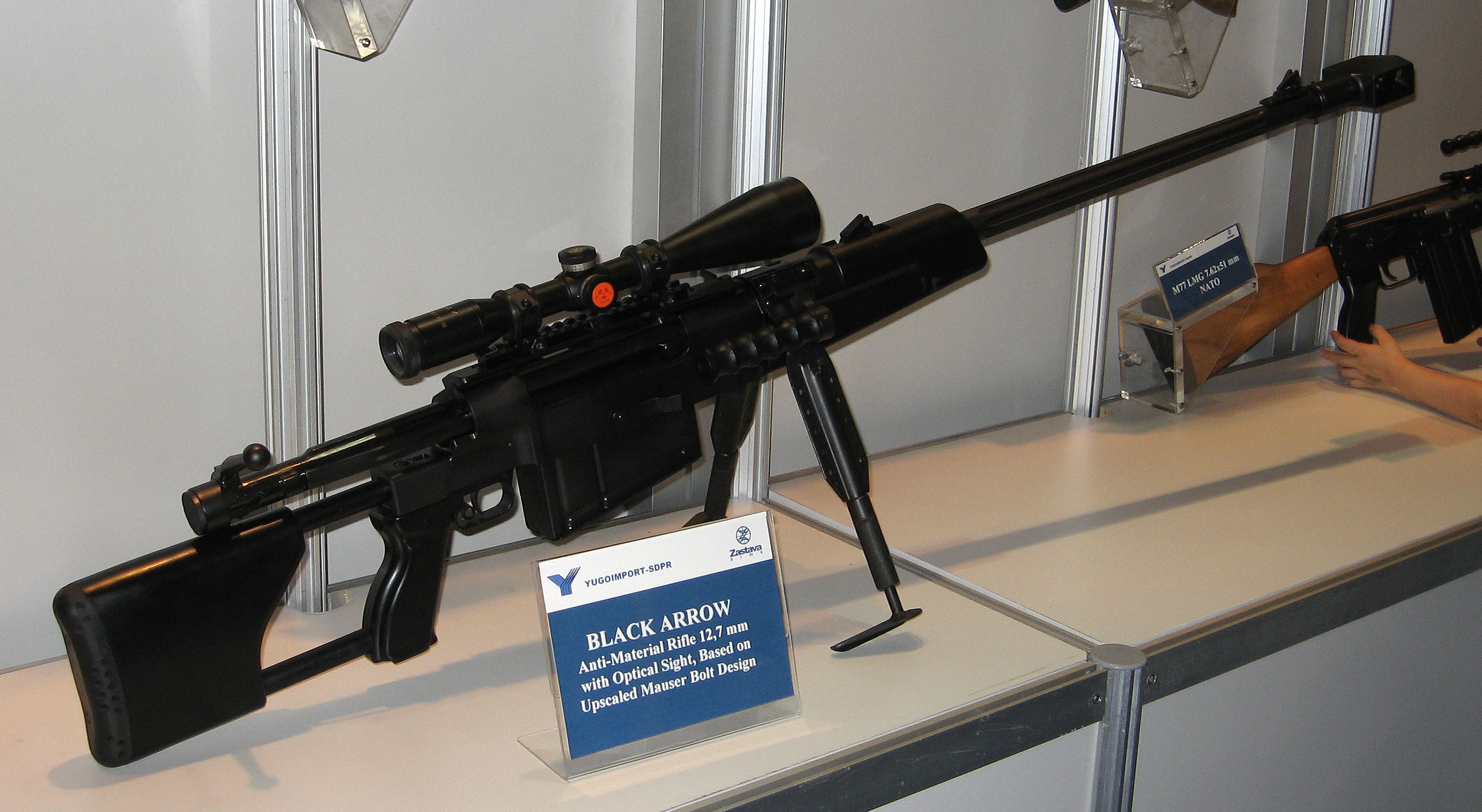
Zastava Sniper M93 Black Arrow.

- Zastava M76
- Zastava M91
- Zastava M07
- Zastava M93 Black Arrow (en)

### Lance-grenade automatique
- Zastava BGA 30mm

## Sources
Cet article est issu de la lecture des revues spécialisées de langue française suivantes :
- Cibles ;
- AMI (disparue en 1988) ;
- Gazette des armes ;
- Action Guns ;
- Raids ;
- Assaut.